# Austrocarabodes lepidus
Austrocarabodes lepidus är en kvalsterart som beskrevs av Aoki 1978. Austrocarabodes lepidus ingår i släktet Austrocarabodes och familjen Carabodidae. Inga underarter finns listade.